# SN 2010km
SN 2010km – supernowa odkryta 4 grudnia 2010 roku w galaktyce CGCG484-24. W momencie odkrycia miała maksymalną jasność 18,80m.